# NGC 4332
NGC 4332 é uma galáxia espiral barrada (SBa) localizada na direcção da constelação de Draco. Possui uma declinação de +65° 50' 39" e uma ascensão recta de 12 horas, 22 minutos e 46,7 segundos.
A galáxia NGC 4332 foi descoberta em 20 de Março de 1790 por William Herschel.